# Ваня (фильм)
«Ваня» — советский чёрно-белый художественный фильм 1958 года, снятый режиссёрами Анатолием Дудоровым и Аркадием Шульманом по сценарию Олега Стукалова-Погодиным на «Свердловской киностудии».
Премьера фильма состоялась 2 июня 1959 года. Фильм посмотрели 27,5 млн зрителей.

## Сюжет
Ваня, парень с трудной судьбой, оказывается без родителей и не любимым племянником своей тётки. Встречает мошенника Яшку, который втягивает его в преступный мир. Влюбляется в Лену, единственную, кому он доверяет. Попадает в тюрьму за кражу, но после отсидки находит себя на заводе и находит поддержку у друзей и Лены. Он решает свои проблемы и находит своё место в жизни.

## В ролях
| Актёр            | Роль                                      |
| ---------------- | ----------------------------------------- |
| Лев Жуков        | Ваня Татарников                           |
| Наталья Защипина | Лена Крыльцова                            |
| Иван Дмитриев    | отец Лены Крыльцов Дмитрий парторг завода |
| Григорий Белов   | дядя Ивана Гаврила Медведков              |
| Ольга Викландт   | тётка Ивана Медведкова Анна Васильевна    |
| Лев Дуров        | Саша                                      |
| Юрий Лебедко     | Илья                                      |
| Дмитрий Гошев    | Паша                                      |
| Юрий Саранцев    | Яшка                                      |
| Раиса Куркина    | Клавдия                                   |
| Лев Перфилов     | Фёдор напарник Ивана на заводе            |
| Сергей Филиппов  | милиционер                                |

### В эпизодах
- Элла Полковникова
- Юрий Васильев, милиционер
- Николай Емельянов
- Пётр Скворцов

## Съёмочная группа
- Режиссёры: Анатолий Дудоров, Аркадий Шульман
- Сценарист: Олег Стукалов-Погодин
- Операторы: Игорь Лукшин, Константин Дупленский
- Композитор: Юрий Бирюков
- Художник: Алексей Лебедев